# Sandgebiete zwischen Mannheim und Sandhausen

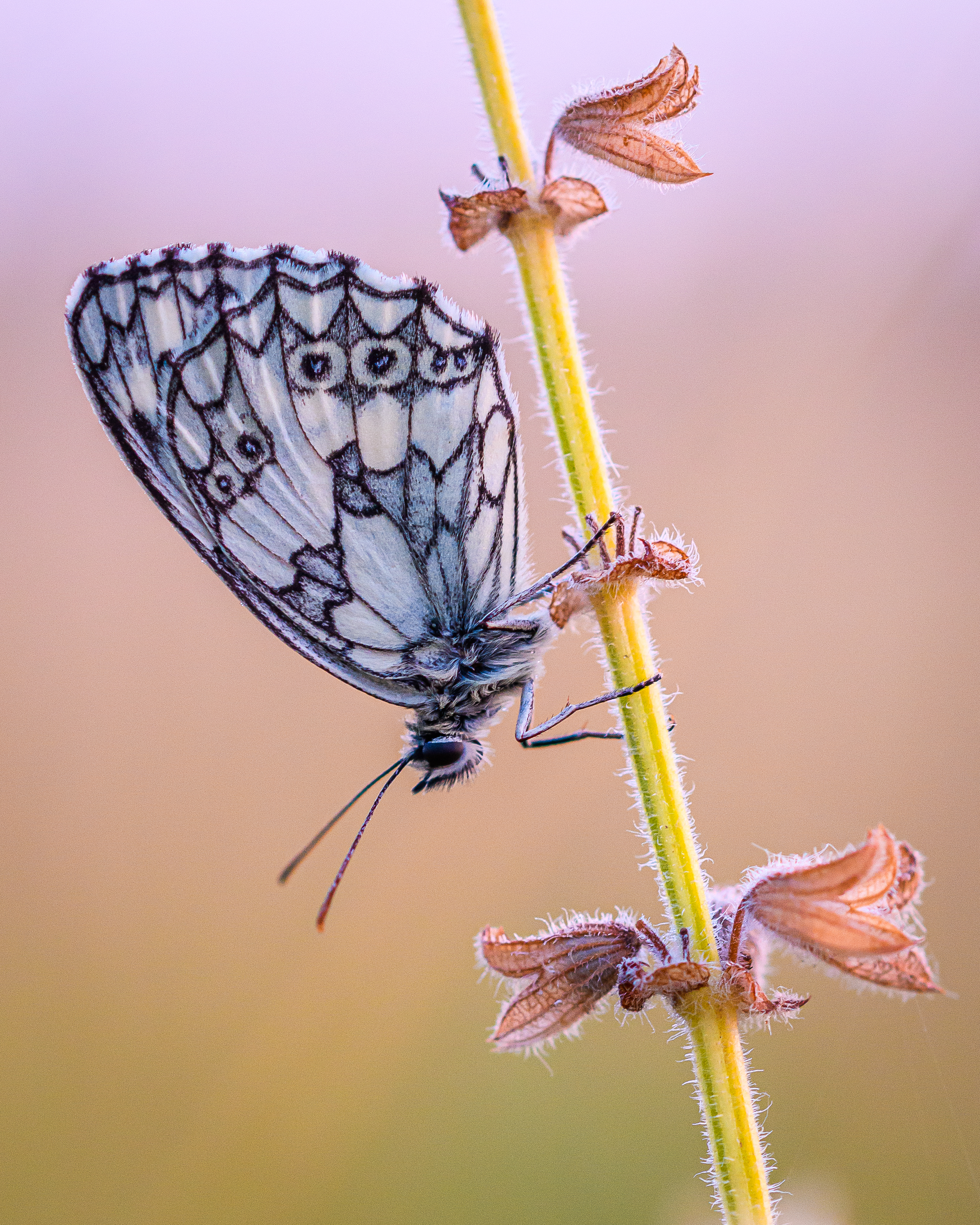
Schachbrett im FFH-Gebiet „Sandgebiete zwischen Mannheim und Sandhausen“

Das FFH-Gebiet Sandgebiete zwischen Mannheim und Sandhausen ist ein im Jahr 2005 durch das Regierungspräsidium Karlsruhe nach der Richtlinie 92/43/EWG (Fauna-Flora-Habitat-Richtlinie) angemeldetes Schutzgebiet (Schutzgebietskennung DE-6617-341) im deutschen Bundesland Baden-Württemberg. Mit Verordnung des Regierungspräsidiums Karlsruhe zur Festlegung der Gebiete von gemeinschaftlicher Bedeutung vom 12. Oktober 2018 wurde das Schutzgebiet festgelegt.

## Lage
Das rund 1774 Hektar große FFH-Gebiet gehört zu den Naturräumen 223-Hardtebenen, 224-Neckar-Rhein-Ebene und 225-Hessische Rheinebene innerhalb der naturräumlichen Haupteinheit 22-Nördliches Oberrheintiefland. Es liegt zwischen Walldorf und dem Mannheimer Stadtteil Blumenau und erstreckt sich über die Markungen von sechs Städten und Gemeinden.
- Stadtkreis Heidelberg: 35,4805 ha = 2 %
- Stadtkreis Mannheim: 1153,1189 ha = 65 %

Rhein-Neckar-Kreis:
- Ketsch: 124,182 ha = 7 %
- Oftersheim: 177,4029 ha = 10 %
- Sandhausen: 141,9223 ha = 8 %
- Schwetzingen: 141,9223 ha = 8 %

## Beschreibung und Schutzzweck
Es handelt sich um gut erhaltene, spät- und postglaziale Binnendünen und Flugsandfelder mit ausgedehnten Kiefernwäldern und einzigartigen Sandrasengesellschaften mit ihren typischen Pflanzen- und Tierarten.

### Lebensraumklassen
(allgemeine Merkmale des Gebiets) (prozentualer Anteil der Gesamtfläche)
Angaben gemäß Standard-Datenbogen aus dem Amtsblatt der Europäischen Union
|                                             |                                             |  |      |      |
| N06 - Binnengewässer (stehend und fließend) | N06 - Binnengewässer (stehend und fließend) |  | 1 %  | 1 %  |
| N09 - Trockenrasen, Steppen                 | N09 - Trockenrasen, Steppen                 |  | 1 %  | 1 %  |
| N10 - Feuchtes und mesophiles Grünland      | N10 - Feuchtes und mesophiles Grünland      |  | 3 %  | 3 %  |
| N15 - Anderes Ackerland                     | N15 - Anderes Ackerland                     |  | 10 % | 10 % |
| N16 - Laubwald                              | N16 - Laubwald                              |  | 24 % | 24 % |
| N17 - Nadelwald                             | N17 - Nadelwald                             |  | 54 % | 54 % |
| N23 - Sonstiges                             | N23 - Sonstiges                             |  | 7 %  | 7 %  |
|                                             |                                             |  |      |      |

### Lebensraumtypen
Gemäß Anlage 1 der Verordnung des Regierungspräsidiums Karlsruhe zur Festlegung der Gebiete von gemeinschaftlicher Bedeutung (FFH-Verordnung) vom 12. Oktober 2018 kommen folgende Lebensraumtypen nach Anhang I der FFH-Richtlinie im Gebiet vor:
| EU Code | Lebensraumtyp (offizielle Bezeichnung)                                                               | Kurzbezeichnung                        | Hektar |
| ------- | --- | -------------------------------------- | ------ |
| 2310    | Trockene Sandheiden mit Calluna und Genista                                                          | Binnendünen mit Heiden                 | 3,00   |
| 2330    | Dünen mit offenen Grasflächen mit Corynephorusund Agrostis                                           | Binnendünen mit Magerrasen             | 12,56  |
| 6120    | Trockene, kalkreiche Sandrasen                                                                       | Blauschillergrasrasen                  | 22,15  |
| 6510    | Magere Flachland-Mähwiesen (Alopecurus pratensis, Sanguisorba officinalis)                           | Magere Flachland-Mähwiesen             | 2,26   |
| 9110    | Hainsimsen-Buchenwald (Luzulo-Fagetum)                                                               | Hainsimsen-Buchenwald                  | 19,80  |
| 9130    | Waldmeister-Buchenwald (Asperulo-Fagetum)                                                            | Waldmeister-Buchenwald                 | 26,00  |
| 9160    | Subatlantischer odermitteleuropäischer Stieleichenwald oder Eichen-Hainbuchenwald (Carpinion betuli) | Sternmieren-Eichen-Hainbuchenwald      | 2,60   |
| 9170    | Labkraut-Eichen-Hainbuchenwald Galio-Carpinetum                                                      | Labkraut-Eichen-Hainbuchenwald         | 6,90   |
| 9190    | Alte bodensaure Eichenwälder auf Sandebenen mit Quercus robur                                        | Bodensaure Eichenwälder auf Sandebenen | 3,43   |
| 91U0    | Kiefernwälder der sarmatischen Steppe                                                                | Steppen-Kiefernwälder                  | 3,39   |

### Zusammenhängende Schutzgebiete
Das FFH-Gebiet besteht aus zahlreichen Teilgebieten. Es ist weitgehend deckungsgleich mit mehreren Landschaftsschutzgebieten und den Naturschutzgebieten:
- 2088 - Zugmantel-Bandholz
- 2161 - Oftersheimer Dünen
- 2171 - Hirschacker und Dossenwald
- 2174 - Viehwäldchen, Apfelkammer, Neuwäldchen
- 2237 - Sandhausener Dünen Pferdstrieb
- 2238 - Sandhausener Düne, Pflege Schönau-Galgenbuckel